# Березняк (Теньгушевський район)
Березня́к (рос. Березняк, ерз. Березняк) — селище у складі Теньгушевського району Мордовії, Росія. Входить до складу Куликовського сільського поселення.
Населення — 35 осіб (2010; 48 у 2002).
Національний склад (станом на 2002 рік):
- мордва — 96 %